# Lijst van leden van de Kantonsraad van Zwitserland uit het kanton Sankt Gallen

Vlag van Sankt Gallen.

Dit artikel bevat een lijst van leden van de Kantonsraad van Zwitserland uit het kanton Sankt Gallen.
Sankt Gallen heeft zoals de meeste kantons twee vertegenwoordigers in de Kantonsraad.

## Lijst
| Naam                      | Partij/fractie            | Ambtsperiode                       | Geboren | Overleden |
| ------------------------- | ------------------------- | ---------------------------------- | ------- | --------- |
| Wilhelm Matthias Naeff    | liberalen                 | 1848                               | 1802    | 1881      |
| Georg Steiger             | liberalen                 | 1848-1850 1853                     | 1804    | 1868      |
| Arnold Otto Aepli         | liberalen                 | 1849 1850-1853 1857-1864 1865-1872 | 1816    | 1897      |
| Jakob Ulrich Ritter       | liberalen                 | 1849-1850                          | 1810    | 1858      |
| Felix Helbling            | liberalen                 | 1850-1851                          | 1802    | 1873      |
| Basil Ferdinand Curti     | liberalen                 | 1851                               | 1804    | 1888      |
| Josef Würth               | liberalen                 | 1851-1852                          | 1802    | 1896      |
| Johann Jakob Zingg        | liberalen                 | 1853-1855                          | 1810    | 1879      |
| Carl Georg Jakob          | liberalen                 | 1854-1857                          | 1817    | 1870      |
| Carl Georg Jakob Sailer   | liberalen                 | 1854-1857                          | 1817    | 1870      |
| Johann Baptist Weder      | liberalen                 | 1855-1857                          | 1800    | 1872      |
| Gallus Jakob Baumgartner  | katholieke conservatieven | 1857-1861                          | 1797    | 1869      |
| Benedikt Hoefliger        | katholieke conservatieven | 1861-1864                          | 1811    | 1886      |
| Daniel Wirth              | liberalen                 | 1864-1865                          | 1815    | 1901      |
| Leonhard Gmür             | katholieke conservatieven | 1864-1867                          | 1808    | 1877      |
| Joseph Karl Pankraz Morel | liberalen                 | 1869-1874                          | 1825    | 1900      |
| Gustav Adolf Saxer        | liberalen                 | 1872                               | 1831    | 1909      |
| Huldrich Arnold Seifert   | liberalen                 | 1872-1873                          | 1828    | 1885      |
| Karl Hoffmann             | liberalen                 | 1873-1890                          | 1820    | 1895      |
| Franz Anton Real          | liberalen                 | 1874-1877                          | 1816    | 1878      |
| Friedrich von Tschudi     | liberalen                 | 1877-1885                          | 1820    | 1886      |
| Jakob Hermann Wartmann    | liberalen                 | 1885-1886                          | 1835    | 1929      |
| Karl Friedrich Good       | liberalen                 | 1886-1896                          | 1841    | 1896      |
| Emil Schubiger            | liberalen                 | 1891-1896                          | 1834    | 1906      |
| Arthur Hoffmann           | FDP/PRD                   | 1896-1911                          | 1857    | 1927      |
| Johannes Geel             | FDP/PRD                   | 1896-1931                          | 1854    | 1937      |
| Heinrich Scherrer         | SP/PS                     | 1911-1919                          | 1847    | 1919      |
| Anton August Messmer      | KVP/PCP                   | 1919-1935                          | 1858    | 1937      |
| Ernst Löpfe               | FDP/PRD                   | 1931-1945                          | 1878    | 1970      |
| Josef Schöbi              | KVP/PCP                   | 1935-1936                          | 1873    | 1936      |
| Johann Schmuki            | KVP/PCP                   | 1936-1957                          | 1890    | 1970      |
| Ernst Flückiger           | FDP/PRD                   | 1945-1952                          | 1884    | 1953      |
| Willi Rohner              | FDP/PRD                   | 1952-1971                          | 1907    | 1977      |
| Rudolf Mäder              | KVP/PCP                   | 1957-1966                          | 1903    | 1977      |
| Paul Hofmann              | CVP/PDC                   | 1966-1979                          | 1913    | 2000      |
| Matthias Eggenberger      | SP/PS                     | 1971-1975                          | 1905    | 1975      |
| Paul Bürgi                | FDP/PRD                   | 1975-1987                          | 1921    | 2004      |
| Jakob Schönenberger       | CVP/PDC                   | 1979-1991                          | 1931    | 2018      |
| Ernst Rüesch              | FDP/PRD                   | 1987-1995                          | 1928    | 2015      |
| Paul Gemperli             | CVP/PDC                   | 1991-1999                          | 1930    | 2015      |
| Erika Forster-Vannini     | FDP/PRD                   | 1995-2011                          | 1944    |           |
| Eugen David               | CVP/PDC                   | 1999-2011                          | 1945    |           |
| Paul Rechsteiner          | SP/PS                     | 2011-2022                          | 1952    |           |
| Karin Keller-Sutter       | FDP/PRD                   | 2011-2018                          | 1963    |           |
| Benedikt Würth            | CVP/PDC                   | 2019-                              | 1968    |           |
| Esther Friedli            | SVP/UDC                   | 2022-                              | 1977    |           |

Afkortingen
- CVP/PDC: Christendemocratische Volkspartij
- FDP/PLR: Vrijzinnig-Democratische Partij.De Liberalen
- FDP/PRD: Vrijzinnig-Democratische Partij, voorloper van de FDP/PLR
- KVP/PCP: Katholieke Volkspartij van Zwitserland, voorloper van de CVP/PDC
- SP/PS: Sociaaldemocratische Partij van Zwitserland

Bondsraad
Lijst van leden van de Zwitserse Bondsraad · 
Lijst van bondspresidenten van Zwitserland
Nationale Raad
Aargau · 
Appenzell Ausserrhoden · 
Appenzell Innerrhoden · 
Basel-Landschaft · 
Basel-Stadt · 
Bern · 
Fribourg · 
Genève · 
Glarus · 
Graubünden · 
Jura

Luzern · 
Neuchâtel · 
Nidwalden · 
Obwalden · 
Sankt Gallen · 
Schaffhausen · 
Schwyz · 
Solothurn · 
Thurgau · 
Ticino · 
Uri · 
Vaud · 
Wallis · 
Zug · 
Zürich
1983-1987 · 
1987-1991 · 
1991-1995 · 
1995-1999 · 
1999-2003 · 
2003-2007 · 
2007-2011 · 
2011-2015 · 
2015-2019 · 
2019-2023 · 
2023-2027
Voorzitters
Kantonsraad
Aargau · 
Appenzell Ausserrhoden · 
Appenzell Innerrhoden · 
Basel-Landschaft · 
Basel-Stadt · 
Bern · 
Fribourg · 
Genève · 
Glarus · 
Graubünden · 
Jura

Luzern · 
Neuchâtel · 
Nidwalden · 
Obwalden · 
Sankt Gallen · 
Schaffhausen · 
Schwyz · 
Solothurn · 
Thurgau · 
Ticino · 
Uri · 
Vaud · 
Wallis · 
Zug · 
Zürich
1983-1987 · 
1987-1991 · 
1991-1995 · 
1995-1999 · 
1999-2003 · 
2003-2007 · 
2007-2011 · 
2011-2015 · 
2015-2019 · 
2019-2023 · 
2023-2027
Voorzitters